# Coryphantha vaupeliana
Coryphanta vaupeliana, conocida comúnmente como biznaga partida o biznaga partida de Vaupel, es una especie de planta suculenta perteneciente al género Coryphantha, dentro de la familia Cactaceae. Es endémica del noreste de México (concretamente de los estados mexicanos de Tamaulipas, Durango y Zacatecas).

## Descripción
Coryphantha vaupeliana es una especie de cactus que aunque generalmente crece de forma solitaria, en ocasiones forma grupos. Los tallos van de esféricos a ovalados y tienen la epidermis de color verde hoja. Presentan el ápice algo deprimido, alcanzan alturas de 8 cm y diámetros de 5 a 7 cm.

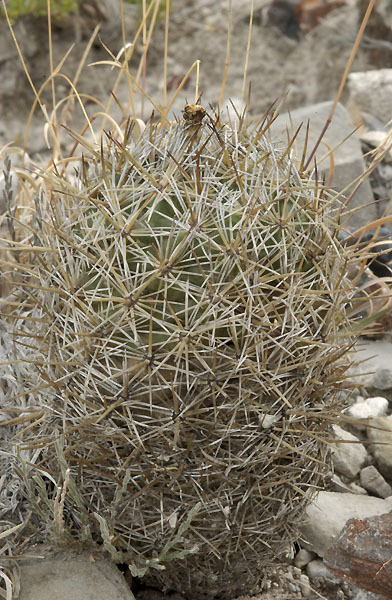
Porte de la planta

Los tallos están cubiertos de tubérculos grandes de hasta 2 cm de largo. Tienen forma más o menos cónica y son poligonales en su base. Son surcados, sus axilas son lanudas y contienen glándulas de néctar.
Las areolas se asientan ligeramente debajo de la punta de los tubérculos, son redondas y miden 3 mm de diámetro. Tienen de 3 a 4 espinas centrales gruesas de color marrón oscuro a negras. Son rectas o ligeramente curvadas y miden hasta 1,8 cm de largo. También tienen 12 a 15 espinas radiales, donde las inferiores están engrosadas en su base, son de color amarillezco con el ápice más pardo y miden de 0,8 a 1 cm de longitud. En el caso de las espinas radiales superiores son más delgadas, de color blancuzco con los ápices pardos y de hasta 1,5 cm de largo.

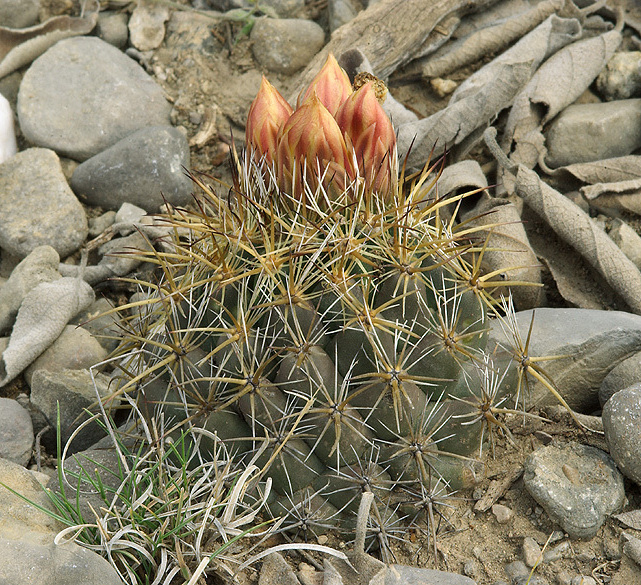
Planta con botones florales

La flor mide 5 cm de diámetro y es de color amarillo claro con una franja media verde o parda. Tiene los filamentos y las anteras de color amarillo. El fruto es jugoso y de color verde. Tiene remanentes florales adheridos y mide 1,6 cm de largo y 9 mm de ancho. Las semillas son reniformes, de color pardo oscuro y con la testa reticulada. Miden de aproximadamente 1,5 mm de largo y 0,8 mm de ancho.

## Distribución y hábitat
El área de distribución nativa de esta especie es noreste de México (concretamente de los estados mexicanos de Tamaulipas, Durango y Zacatecas) y crece principalmente en biomas desérticos o de matorral seco.
Habita cerca de ríos sobre suelos aluviales o arenosos y bajo la sombra de otras especies de plantas arbustivas.

## Taxonomía
Coryphantha vaupeliana fue descrita por el botánico alemán Friedrich Boedeker y publicada por primera vez en la revista científica Zeitschrift für Sukkulentenkunde 3: 206 en el año 1928.
Etimología
- Coryphantha: nombre genérico que deriva del griego coryphe (que significa 'cima' o 'cabeza'), y anthos (que significa 'flor'), haciendo referencia a que las flores aparecen en el ápice de los tallos.
- vaupeliana: epíteto específico otorgado en honor al botánico y especialista en cactáceas alemán Friedrich Karl Johann Vaupel.[6]

## Estado de conservación
Su área de distribución es reducida, sin embargo, no se conocen mayores amenazas para su estado de conservación.

## Usos
Se cultiva principalmente como planta ornamental y su propagación se realiza a través de semillas.